# Saint-Laurent-de-Muret
 Saint-Laurent-de-Muret  es una población y comuna francesa, situada en la región de Languedoc-Rosellón, departamento de Lozère, en el distrito de Mende y cantón de Marvejols.

## Demografía
| 304 | 277 | 218 | 188 | 182 | 164 |
| Para los censos de 1962 a 1999 la población legal corresponde a la población sin duplicidades (Fuente: INSEE [Consultar]) |     |     |     |     |     |